# Saint-Césaire
För andra betydelser, se Saint-Césaire (olika betydelser).
Saint-Césaire är en kommun i departementet Charente-Maritime i regionen Nouvelle-Aquitaine i västra Frankrike. Kommunen ligger  i kantonen Burie som ligger i arrondissementet Saintes. År 2022 hade Saint-Césaire 894 invånare.

## Befolkningsutveckling
Antalet invånare i kommunen Saint-Césaire
Referens:INSEE